# Чантурія Нодарі Вікторович
Нода́рі Ві́кторович Чанту́рія (1 липня 1929, Поті, Грузія — 2007, Миколаїв) — радянський і український суднобудівник, заслужений працівник промисловості Української РСР, лауреат премії Ради Міністрів СРСР. Почесний громадянин міста Миколаєва.

## Життєпис
Народився в місті Поті, Грузинська РСР в родині службовців. У 1937 році батько був заарештований і засуджений, помер на засланні у 1943 році, реабілітований посмертно у 1957 році.
У 1947 році зі срібною медаллю закінчив російськомовну середню школу і вступив до Ленінградського кораблебудівного інституту. У 1953 році закінчив інститут і отримав кваліфікацію інженера-кораблебудівника.
З серпня 1953 року по грудень 1957 року працював на Батумському судноремонтному заводі: інженер-технолог, майстер, начальник цеху, начальник технічного відділу. Член КПРС з 1955 року.
У січні 1958 року переведений на роботу Миколаївський суднобудівний завод «Океан», де працював на різних посадах: заступника начальника секційно-стапельного корпусно-складального цеху, заступника начальника планово-виробничного відділу (ПВВ), з 1961 року — начальника ПВВ, з 1963 року — заступника директора заводу з виробництва, з 1965 року — головного інженера заводу.
З листопада 1982 по серпень 1996 року — директор суднобудівного заводу «Океан». За період його керівництва підприємством зі стапелів зійшли багатотоннажні кораблі, розрослась інфраструктура навколо заводу, був збудований санаторій-профілакторій «Океан».
Помер у квітні 2007 року.

## Нагороди і почесні звання
Нагороджений орденом Леніна (1985), двома орденами «Знак Пошани» (1966, 1971), багатьма медалями, у тому числі дванадцятьма медалями ВДНГ, іншими відзнаками.
Лауреат премії Ради Міністрів СРСР (1977).
Заслужений працівник промисловості Української РСР (1991).
Рішенням Миколаївської міської ради № 10/1 від 1 липня 1999 року присвоєно звання «Почесний громадянин міста Миколаєва».

## Вшанування пам'яті
У Миколаєві на фасаді будинку № 313 по Богоявленському проспекту, в якому з 1965 по 2007 роки мешкав Н. В. Чантурія, була відкрита меморіальна дошка.
На суднобудівельно-судноремонтному заводі «Нібулон» йде будівництво буксира проекту 121М «Нодарі Чантурія», призначеного для роботи у мілководних акваторіях.